# Contea di Kisii
La Contea di Kisii è una della 47 contee del Kenya situata nell'ex Provincia di Nyanza. Al censimento del 2019 ha una popolazione di 1.266.860 abitanti. Il capoluogo della contea è Kisii. Altre città importanti sono: Suneka, Ogembo, Keroka.